# Lost in France
Lost in France è un singolo della cantante gallese Bonnie Tyler, pubblicato nel 1976 ed estratto dall'album The World Starts Tonight.
Il brano è stato scritto da Ronnie Scott e Steve Wolfe.

## Tracce
- 7"

1. Lost in France — 4:03
2. Baby I Remember You — 3:19